# Дванаеста египатска династија
Дванаеста египатска династија је династија која припада периоду Средњег краљевства, заједно са Тринаестом и Четрнаестом. Почетак овог периода обележила је Једанаеста египатска династија (за цео Египат). Дванаеста династија имала је седиште у Теби. Основао ју је Аменемхет I.

## Оснивање
Приликом борбе краљева Једанаесте династије са владарима Хераклеополиса, они су били приморани да се ослањају на јако племство. Оно је због тога постајало још јаче. Номарси су водили самосталну политику уз минимална давања краљу. Аменемхет је свакако био један од најмоћнијих номарха. Према Салиерском папирусу, Аменемхет је без нарочитих проблема потчинио остале номархе. Након уједињења свих номи, Аменемхет је одстранио (вероватно убио) Ментухотепа III. Једанаеста династија престала је да постоји.

## Владавина
Након уједињења Египта, Аменемхет абдицира у корист свога сина Сенусрета I. Делта је већ била очишћена од Либијаца и Азијата. Дошло је до сједињавања онског бога Ра са тебанским богом Амоном у бога Амон-Ра. Сенусерет је изградио нову престоницу недалеко од Мемфиса. Она је названа Тетуи. Свога сина прогласио је за савладара. Ратовао је против Нубијаца. Његов унук, краљ Сенусрет III подигао је утврђење у Нубији, дубоко иза другог катаракта. Палестина је била у саставу египатске државе, а ратови су вођени против Сирије. Крит је био под јаким египатским утицајем. Војни успеси Египта били су могући захваљујући могућности напредовања обичног војника до највиших чинова. Моћ локалних владара била је срушена, а успостављена је јака централна власт. Номарси су сада били обични краљеви службеници без сопствене земље. Право наследства земље више није постојало те се свако морао изборити за титулу личним заслугама. Династија је била позната и по градитељским делатностима. Неке од грађевина Дванаесте династије представљају највеличанственије грађевине Старог Египта. Међутим, након смрти Аменемхета III, династија се успела одржати свега 13 година. Његов син није имао деце што је довело до гашења династије.
У време Дванаесте династије настало је дело „Прича о Синухеу“, сачувано на папирусима, као и велики број дидактичких списа.

## Фараони Дванаесте династије
Фараони Дванаесте династије били су:
- Аменемхет I, владао од 1991. године п. н. е. до 1962. године п. н. е.
- Сенусрет I, владао од 1971. до 1926. године п. н. е.
- Аменемхет II, владао од 1929. п. н. е. до 1895. п. н. е.
- Сенусрет II, владао од 1897. п. н. е. до 1878. п. н. е.
- Сенусрет III, владао од 1878. п. н. е. до 1839. п. н. е.
- Аменемхет III, владао од 1860. п. н. е. до 1814. п. н. е.
- Аменемхет IV, владао од 1815. п. н. е. до 1806. п. н. е.
- Собекнеферу, владао од 1806. п. н. е. до 1802. п. н. е.